# Рьо, Патрис
Патрис Рьо (фр. Patrice Rio; род. 15 августа 1948, Ле-Пети-Кевийи, Франция) — французский футболист, защитник. Сын футболиста Роже Рьо.

## Клубная карьера
Во взрослом футболе дебютировал в 1969 году в составе клуба «Руан», в котором провёл один сезон, сыграв в 33 матчах.
В 1970 году перешёл в «Нант». Отыграл в составе команды следующие четырнадцать сезонов. В составе команды был основным игроком защиты.
Завершил карьеру футболиста в 1987 году в клубе «Ренн», за который выступал с 1984 года.

## Карьера в сборной
В 1976 году дебютировал в официальных матчах в составе национальной сборной Франции. В течение своей трёхлетней карьеры в сборной, провёл в её составе 17 матчей.
В составе сборной был участником чемпионата мира 1978 года в Аргентине.